# Rode bosmier

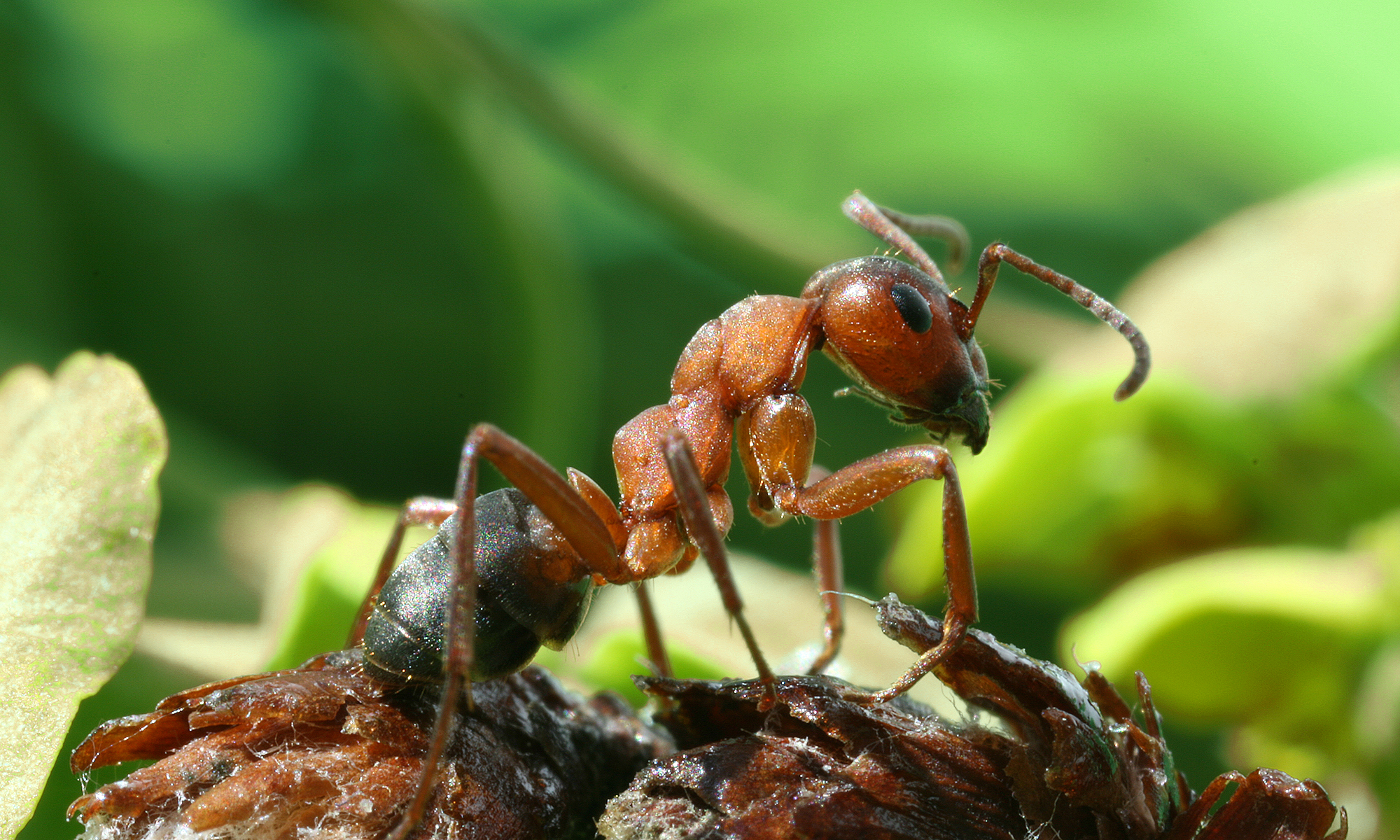
Behaarde rode bosmier

De term rode bosmier betreft in België en Nederland twee soorten mieren die zoals de naam al aangeeft rood zijn en in bossen leven. De soorten lijken sterk op elkaar en maken beide bovengrondse nesten, de bekende mierenhopen. Bij de kale bosmier (Formica polyctena) zijn de hopen het grootst en er leven vaak meerdere koninginnen in een hoop. Bij de behaarde bosmier (Formica rufa) bevat elke hoop slechts één koningin, de hopen zijn minder groot dan die van de andere soort.

Naast deze twee soorten is er ook de zwartrugbosmier (Formica pratensis), die weliswaar geen 'rood' in de naam heeft, maar wel sterk lijkt op de andere soorten. De hopen zijn klein of zelfs vlak. 

## Soorten
- Kale bosmier (Formica polyctena)
- Behaarde bosmier (Formica rufa)